# Morrisville (New York)
Morrisville falu az USA New York államában, Madison megyében. Lakosainak száma 1633 fő (2020. április 1.).

## Népesség
A település népességének változása:

| 2010 | 2 199 |
| 2020 | 1 633 |